# Desa Prapag Kidul (administrativ by i Indonesien, lat -6,82, long 108,86)
Desa Prapag Kidul är en administrativ by i Indonesien.   Den ligger i provinsen Jawa Tengah, i den västra delen av landet, 230 km öster om huvudstaden Jakarta.